# Gunung Pucokaluemunte
Gunung Pucokaluemunte är en kulle i Indonesien.   Den ligger i provinsen Aceh, i den västra delen av landet, 1 700 km nordväst om huvudstaden Jakarta. Toppen på Gunung Pucokaluemunte är 183 meter över havet.
Terrängen runt Gunung Pucokaluemunte är kuperad åt sydväst, men åt nordost är den platt.Runt Gunung Pucokaluemunte är det ganska glesbefolkat, med 43 invånare per kvadratkilometer. I omgivningarna runt Gunung Pucokaluemunte växer i huvudsak städsegrön lövskog.